# Солигаличский известковый комбинат
Солигаличский известко́вый комбина́т — один из крупнейших известковых комбинатов России, расположенный в посёлке Туровка Солигаличского района Костромской области. Основная специализация — производство извести, минерального порошка и муки известняковой (доломитовой). Соединяется подъездным железнодорожным путём со станцией Солигалич Монзенской железной дороги. В 2013 году Солигаличский известковый комбинат впервые вышел в лидеры по выпуску товарной извести в Российской Федерации.

## История
Солигаличский известковый комбинат расположен на северо-западе Костромской области в 250 километрах от Костромы и 5 км от города Солигалич. Основан в 1961 году для обеспечения потребностей Костромского силикатного завода строительной известью. Пуск в эксплуатацию первых мощностей осуществлен в 1967 году. В 1968 году комбинат выпустил первую партию известняковой муки. В 1973 году построена первая известе-обжиговая печь мощностью 200 тонн в сутки. В 1975 году вводится в строй 2-я аналогичная печь. В 1994 году на комбинате за счет собственных средств и средств инвестора — АО «Аммофос» — введены в эксплуатацию новые мощности по выпуску строительной извести, что позволило увеличить её производство до 600 тонн в сутки.
В ноябре 1992 года государственное предприятие «Солигаличский известковый комбинат» преобразовано в Акционерное общество открытого типа.

## Деятельность
Расчетная мощность комбината по состоянию на 2008 год составила 195 тысяч тонн строительной извести и 150 тысяч тонн известняковой муки в год.
За прошедшие годы рынок сбыта продукции вышел за пределы Костромской области, и сегодня партнёрами комбината являются предприятия Ярославской, Вологодской, Кировской и Архангельской областей. Одним из крупнейших потребителей является АО «Аммофос» (г. Череповец, Вологодской области) — крупнейший производитель аммонийно-фосфатных удобрений России.
Потребителями известняковой муки ранее были предприятия агропромышленного комплекса, сейчас увеличивается доля дорожно-строительных и дорожно-ремонтных предприятий.

## Структура
Для обеспечения нормального функционирования основных производственных цехов на комбинате имеется ремонтно-механическая мастерская, производственная котельная, складские помещения, подъездные пути, склад ГСМ, гаражи. Комбинат обеспечен рабочей силой, имеет достаточное количество квалифицированных кадров и инженерно-технических работников. Имеются достаточные запасы сырья, топлива, ГСМ. Комбинат имеет все необходимые разрешения и лицензии контролирующих организаций для обеспечения нормальной и безопасной работы.
Летом 2007 года комбинат отметил свой 40-летний юбилей. В этом же году впервые за историю комбината перекрыта проектная мощность известе-обжигового цеха. Она составляет более 600 тонн в сутки при работе 3-х печей. Так в июле 2007 года выпущено рекордное количество извести — 20,3 тыс. тонн извести строительной. Рекордный год по выпуску извести — 2006, — выпущено 213,9 тыс. тонн. Всего за 1973—2006 год выпущено 4115,3 тыс. тонн извести. Выпуск известняковой муки за этот же период составил 3620 тыс. тонн.